# دیرب نجم
دیرب نجم نام شهر و شهرستانی در استان شرقیه مصر است. نام این منطقه از ارتش نجم الدین ایوبی گرفته شده است که در زمان جنگ‌های صلیبی در این منطقه بوده است.در همان زمان این منطقه به دیار بنی نجم معروف شد اما بعداً به دیرب نجم تغییر پیدا کرد.مساحت این منطقه ۲۱۳.۹ کیلومتر مربع است و در سال ۲۰۰۲ جمعیت آن ۳۴۰۲۰۳ نفر بوده است.

## منبع
مشارکت‌کنندگان ویکی‌پدیا. «قائمة بمراکز مصر». در دانشنامهٔ ویکی‌پدیای عربی، بازبینی‌شده در ۲۱ مارس ۲۰۰۷.